# Андерсон, Томас Дэвид
Томас Дэвид Андерсон (6 февраля 1853 года — 31 марта 1932 года) — шотландский священник и астроном-любитель. Он родился в Эдинбурге. Когда ему было пять лет, его отец показал ему комету Донати, а его няня привила ему интерес к астрономии.
Он получил образование в Школе Стюарта Мелвилла и Эдинбургском университете, где изучал теологию и получил степень доктора наук. Однако, получив степень, он отказался быть священником, поскольку был достаточно обеспечен в финансовом отношении, чтобы заниматься астрономией полный рабочий день.
Он стал наблюдателем и обнаружил две довольно известные новые: T Возничего в 1892 году и GK Персея в 1901 году. У первой звезды был впервые сфотографирован спектр новой, в то время как последняя звезда увеличивала свою яркость пока в конечном итоге не достигла величины 0,2m, чтобы стать самой яркой новой в истории с тех пор как вспыхнула сверхновая Кеплера. (Правда, позже вспыхнула ещё более яркая новая V603 Орла в 1918 году). Его своевременные открытия позволили получить спектры, когда светимость звёзд достигала максимальной величины.
Он построил свои собственные звёздные карты и обнаружил 53 переменных звезды, первая из которых была V Кассиопеи в 1893 году. Он также обнаружил, что звезда 3-й величины Тета Эридана была описана как звезда 1-я величины Птолемеем и аль-Суфи.
Андерсон покинул Эдинбург навсегда в 1904 году в поисках лучших условий наблюдения. Он утверждал, что обнаружил ещё одну новую звезду в созвездии Лебедь в 1923 году, но этому нет независимого подтверждения, возможно, это была вспыхивающая звезда.

## Признание
- В 1901 году Андерсон, Джозеф Йоахим Лэндерер и Анри Кретьен[англ.] совместно получили премию Жюля Жансена, высшую награду Французской астрономической ассоциации.
- В 1902 году за свои открытия новых получил медаль Джексон-Гвилт от Британского королевского астрономического общества.